# Cantón Montecristi
Montecristi es un cantón de la provincia de Manabí en Ecuador, está ubicado al sur oriente de la provincia manabita.
Entre sus mayores atractivos se encuentran la Isla de la Plata, famosa por los avistamientos de ballenas.
Desde el 29 de noviembre de 2007, fue la sede de la Asamblea Constituyente.  Por ser el lugar de nacimiento de Eloy Alfaro, se construyó una serie de edificios históricos llamado Ciudad Alfaro.

## Parroquias
Urbanas
- Aníbal San Andrés
- Colorado
- General Alfaro
- Leonidas Proaño
- Isabel Muentes
- Montecristi

Rural
- La Pila

## Historia
Se dice que Montecristi se formó durante los primeros años de la conquista española, posiblemente entre 1536 y 1537, con pobladores de Manta que abandonaron su pueblo huyendo de los ataques piratas. Entre los primeros pobladores aparece un señor de apellido "Criste", quien habría construido su casa en la cima del monte, por eso se cree que el lugar adquirió el nombre de Montecriste, que luego, por facilidad idiomática, terminó llamándose Montecristi.
Durante los primeros años de la república, fue capital de la provincia de Manabí, pero luego de un terrible incendio, que a mediados de 1867 la arrasó considerablemente, entregó, por decreto de Jerónimo Carrión, su categoría de capital a Portoviejo, que la conserva desde ese año.

## Límites
Se encuentra ubicado al suroriente de Manabí
Norte: con el cantón Manta y Jaramijo
Sur: con el océano Pacífico y Jipijapa
Este: el cantón Portoviejo
Oeste: al oeste el cantón Manta y el Océano Pacífico.

## Atractivos turísticos
El Cerro de Montecristi de 443 m s. n. m. Dentro de la Jurisdicción de Montecristi, está ubicada La Isla de la Plata a 23 km al occidente de la Costa Sur de Manabí, pertenece a Montecristi.
Basílica Menor Virgen de Monserratt y el Monasterio del Carmen de Cristo Crucificado, que fue construido hace 17 años y es el hogar de las monjitas de clausura o enclaustradas como generalmente se las llama.
Montecristi cuenta con playas hermosas como la Playa de San José, con su precioso manglar.La Isla de la Plata y las vertientes naturales del Río de Caña y Camarón. 
Además del museo-mausoleo de Eloy Alfaro en Ciudad Alfaro

### Religión

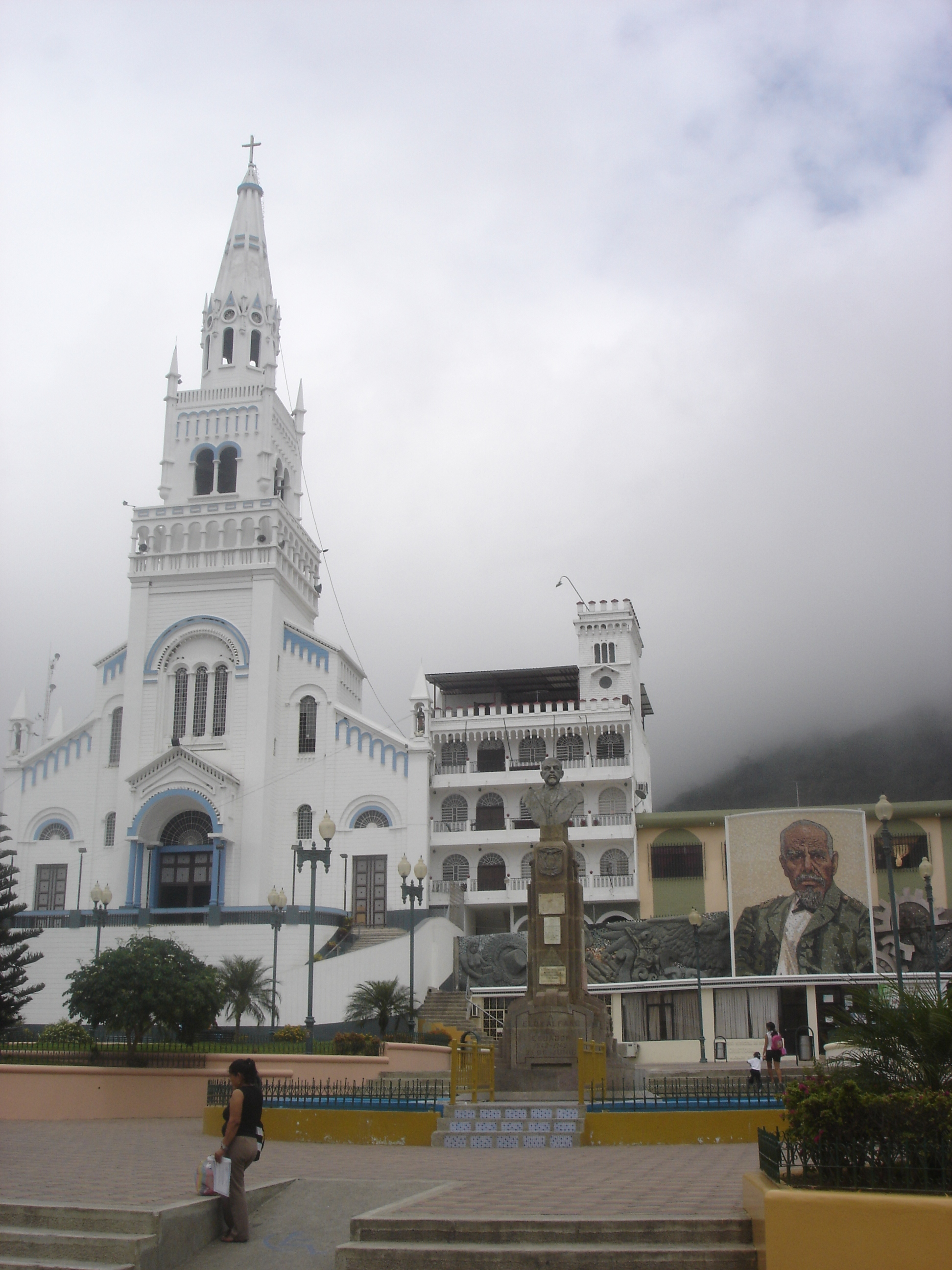
Iglesia de Montecristi

En lo religioso está considerando como la capital religiosa de Manabí y en el marco de la devoción cristiana es capaz de competir con las ciudades católicas más importantes de América. Aquí se levanta el santuario de la Virgen de Monserrate. La Santa Sede por decisión de su santidad Juan Pablo II la ha consagrado "basílica menor del mundo".[cita requerida] Más que una tradición es un movimiento de fe de un pueblo: “La peregrinación al Templo de la Virgen”.Se refiere esto al peregrinaje que realizan anualmente el pueblo manabita hacia Montecristi, en caminatas de algunos kilómetros de distancia desde su residencia, hasta el templo donde se encuentra la Virgen. 
Este acto de fe católica se lo realiza durante todo el mes de noviembre que es la fiesta de la virgen de Monserrate en el templo (Catedral de Montecristi) se reúnen centenares hasta miles de personas que motivado por la fe católica buscan en la Virgen el milagro deseado (cura de enfermedades, etc.) Es admirable el culto que se le rinde, durante más de 250 años y cada día crece más la veneración a la Virgen de Monserrate, en la provincia y en el país. Además del culto a la Virgen de Monserrate, en esa fecha se realiza diversas actividades en las calles de cantón, como comercio en general, bailes en las principales avenidas del cantón, exposiciones culturales, entre otros eventos de gran interés para los que visitan como los que residen en el pueblo.  

### Sombreros

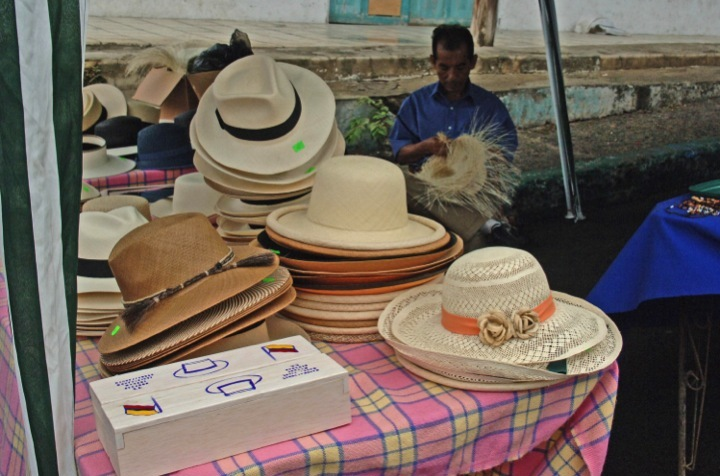
sombreros de paja toquilla

Tienen mucha fama los maravillosos sombreros de paja toquilla fabricados de manera artesanal en el pueblo. El 29 de noviembre de 2011, se oficializa por el Instituto Ecuatoriano de Propiedad Intelectual (IEPI), con la declaratoria de Denominación de Origen "Montecristi" a los sombreros de la zona.

#### El Santuario
El hermoso Santuario Nuestra Madre de Monserrat, abre sus puertas para recibir a los miles de fieles y devotos peregrinos nacionales y extranjeros, que diariamente acuden para venerar a la Santísima Virgen en este Templo Sagrado dedicado a ella y construido en su honor ante el milagro de su llegada a nuestra querida tierra, Montecristi, en la provincia de Manabí, el pueblo donde ella eligió quedarse y cubrirlo con sus bendiciones y su amor, aunque el emperador Carlos V se la había obsequiado al convento de mercedarios del pueblo de Portoviejo. 
En el cual se participa con fe y devoción en las celebraciones diarias y en las Fiestas Patronales en honor a Nuestra Madre de Monserrat, que se celebra todos los años en el mes de noviembre, en donde el día 21 se hace una procesión en honor a ella en donde cada año llegan miles de feligreses.